# 斯滕韋克 (上愛塞省)
斯滕韋克（荷蘭語：Steenwijk，荷蘭語發音：[ˈsteːnˌʋɛi̯k]）是荷兰上艾瑟尔省市镇斯滕韦克兰的城市，位於該國東部，由負責管轄，面積321.69平方公里，鎮上的教堂尖頂離地87米，2015年人口18655，人口密度為每平方公里53人。

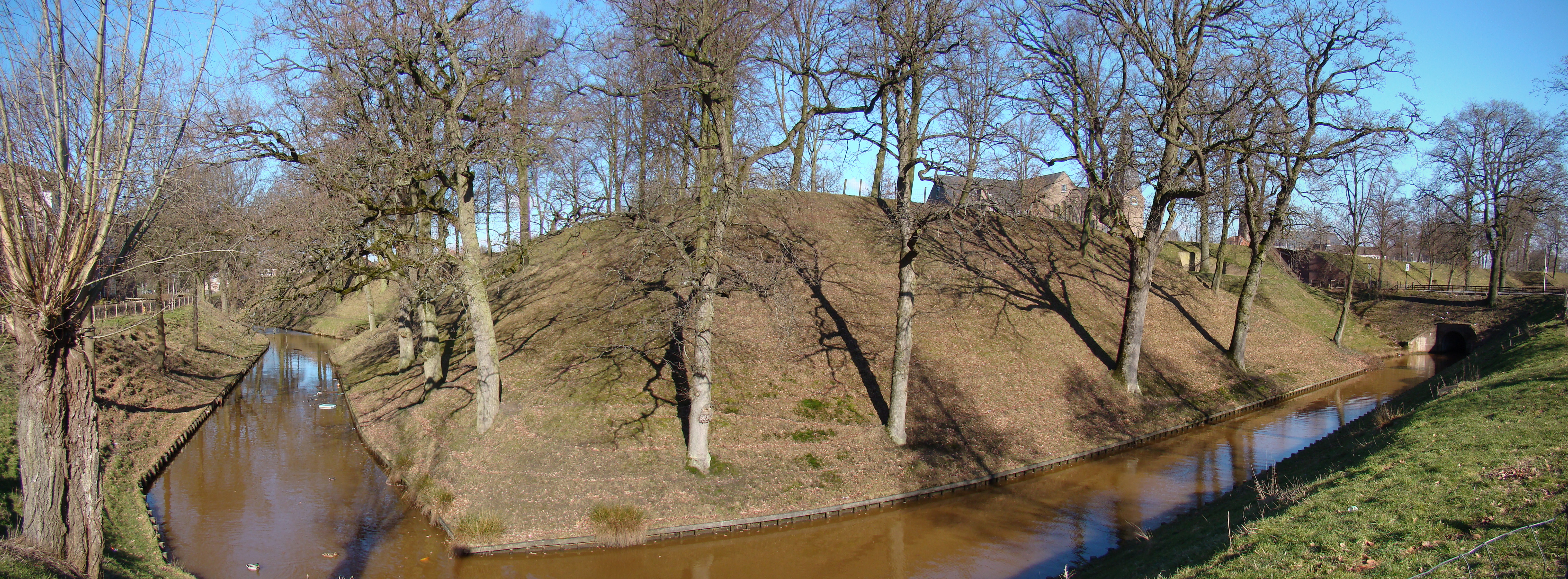

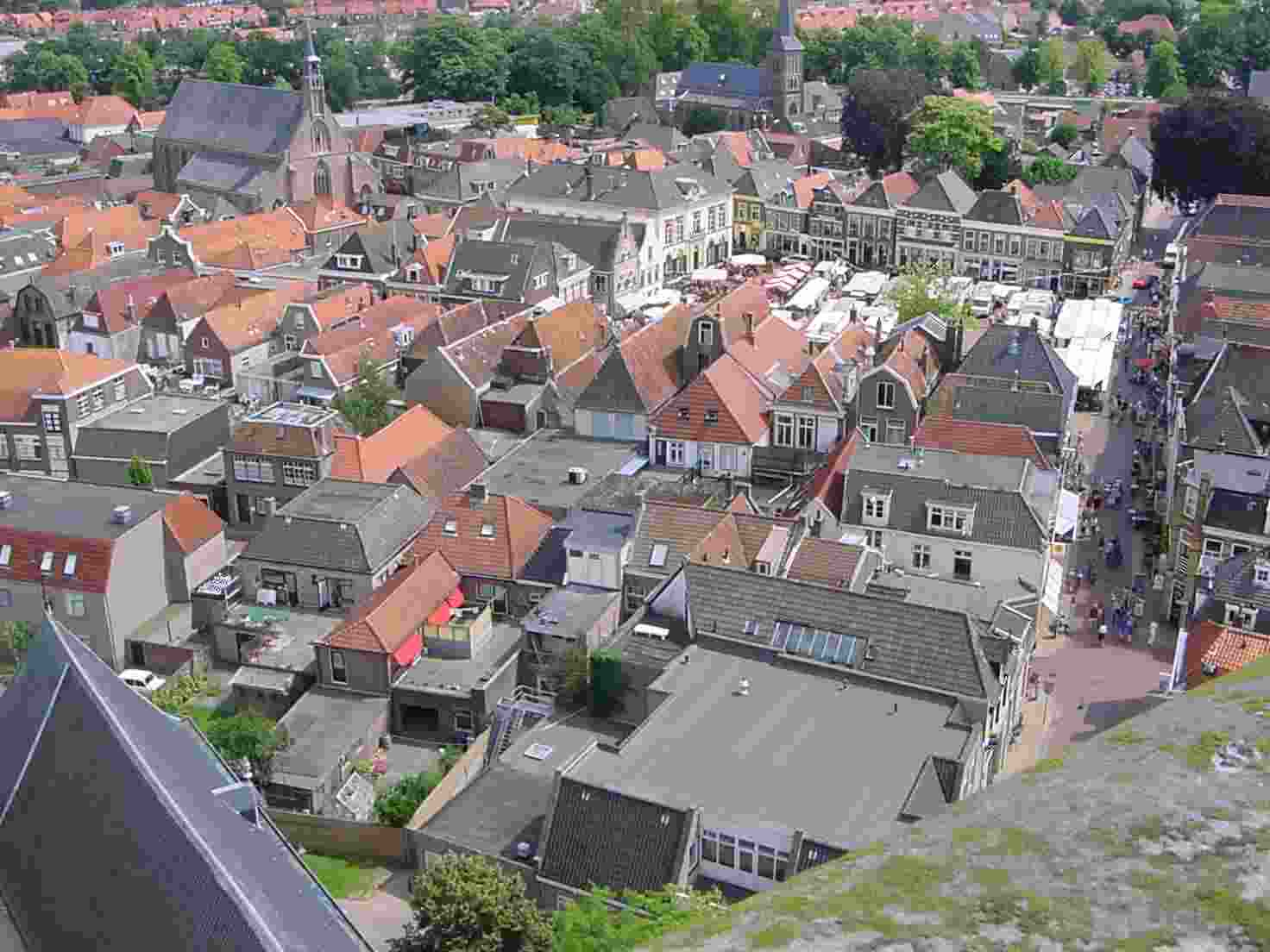

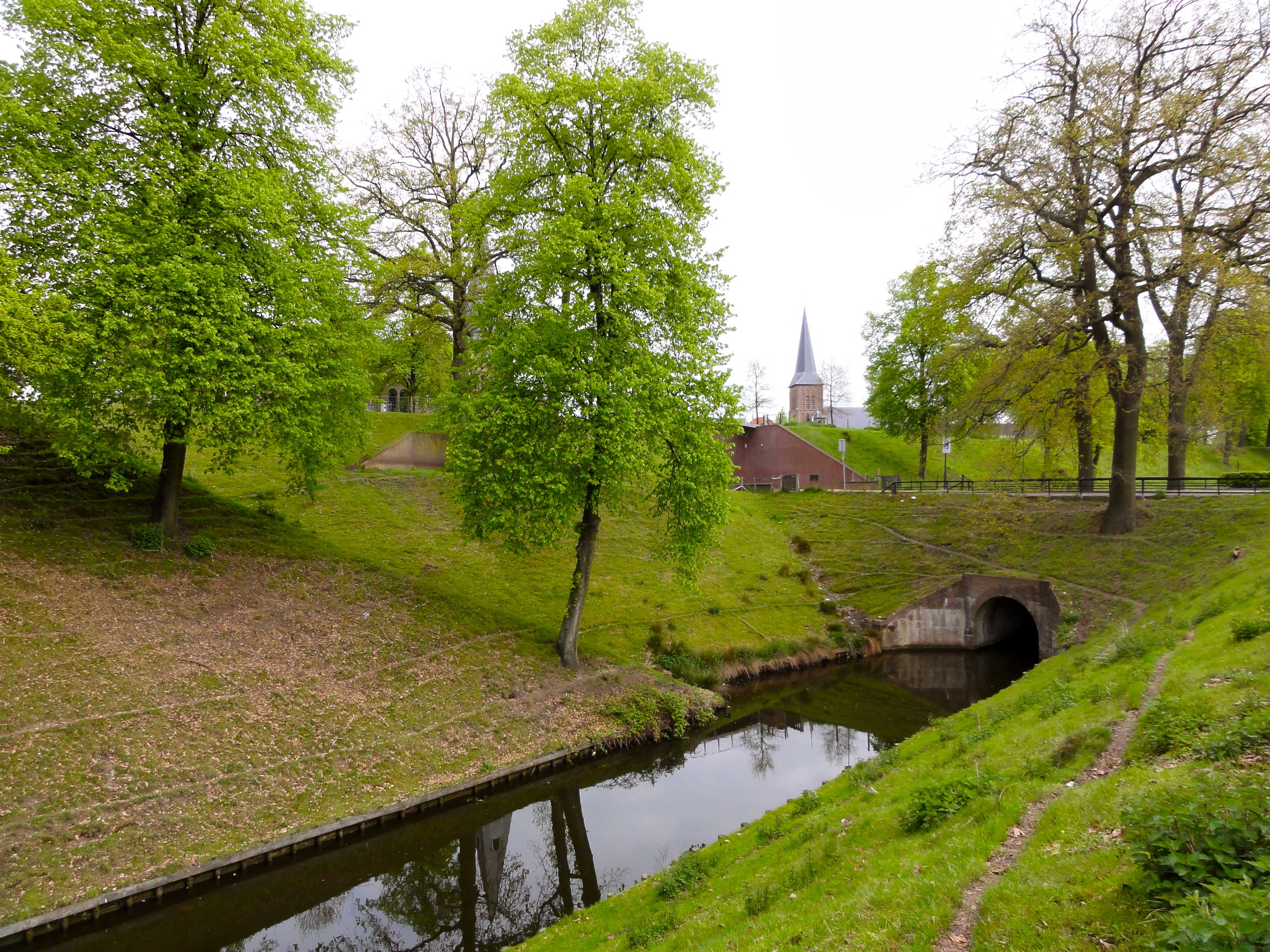

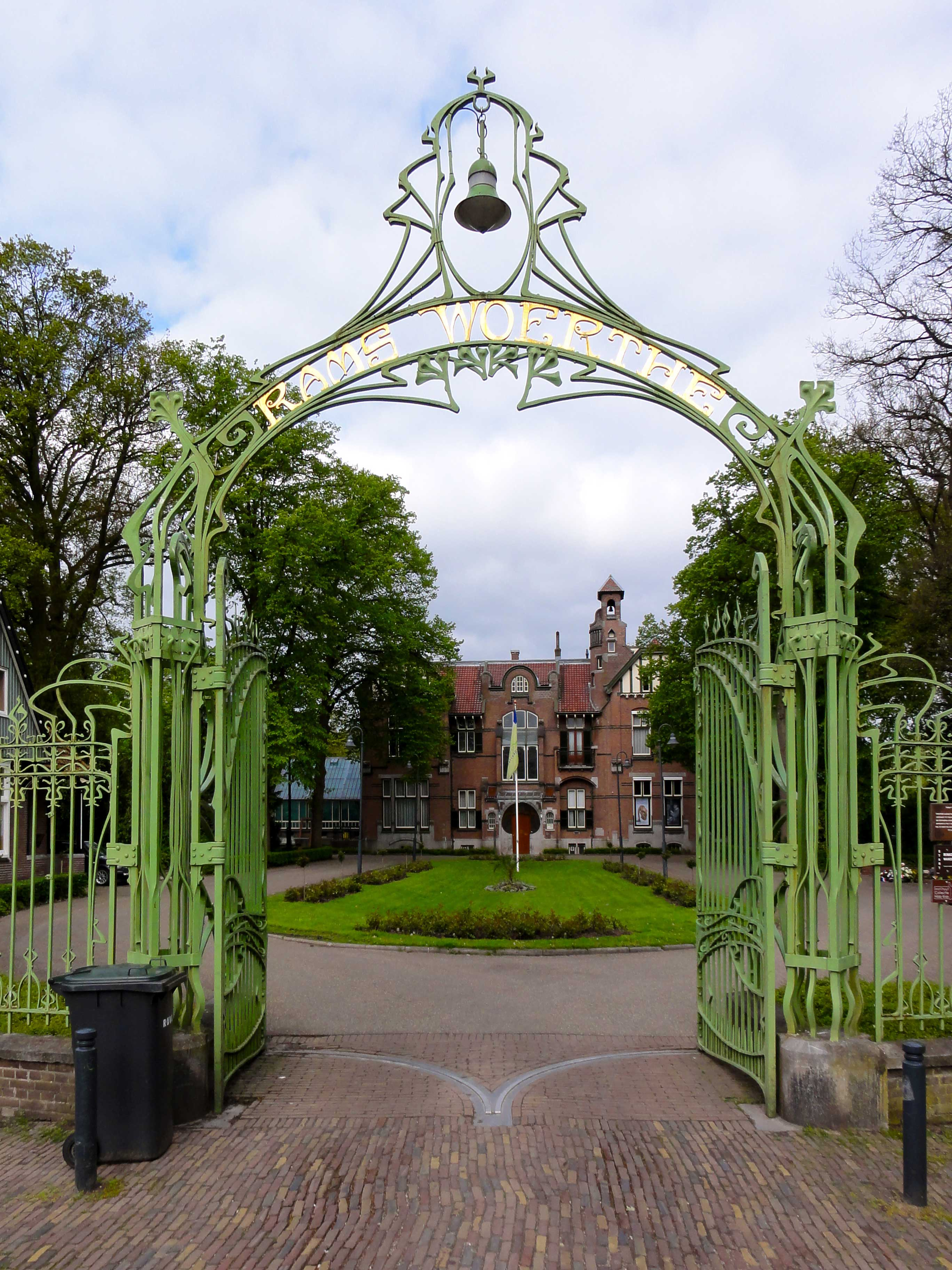

52°47′N 6°07′E / 52.783°N 6.117°E